# بير فالينتي مورا
بير فالينتي مورا (بالإسبانية: Pedro Valentín Mora) هو مدرب كرة قدم ولاعب كرة قدم إسباني في مركز حراسة المرمى، ولد في 18 ديسمبر 1947 في Vilaplana ‏ في إسبانيا. شارك مع منتخب إسبانيا تحت 18 سنة لكرة القدم ومنتخب إسبانيا تحت 23 سنة لكرة القدم ومنتخب إسبانيا لكرة القدم ومنتخب كاتالونيا لكرة القدم. أما مع النوادي، فقد لعب مع رايو فايكانو وريال أوفييدو وريال مورسيا وفالنسيا ميستايا ونادي إلتشي ونادي برشلونة.

## وصلات خارجية
- بير فالينتي مورا على موقع قاعدة بيانات كرة القدم.إي يو (الإنجليزية)
- بير فالينتي مورا على موقع أوليمبيديا (الإنجليزية)